# Very best
『Very best』（ベリー・ベスト）は、V6の1枚目のベスト・アルバム。2001年1月1日にavex traxから発売された。

## 概要
タイトルは三宅健がつけたV6初のベスト・アルバム。それまでのV6のシングル曲が収録されたDISC1と、カップリング曲・アルバム曲が中心のDISC2の2枚組で発売された。
オリコン週間アルバムチャートで2週連続の1位を獲得した。シングル、アルバム通じV6の作品で唯一、オリコンチャート複数週1位を獲得した作品である。
このアルバムのプロモーションとして、「6V （ロクボルト）」なる臨時ユニットも誕生した。
初回盤のみ、緑のブリスターパッケージに梱包されている。
本作発売時期まで、シングルがオリジナルアルバムに収録される際は基本的にアルバムバージョンとなっている（『A JACK IN THE BOX』にシングルバージョンのまま収録された「翼になれ」を除く）ため、今作用のバージョンが収録されている「MUSIC FOR THE PEOPLE」、アルバムバージョンが収録されている「WAになっておどろう」、前述の「翼になれ」の3曲以外のシングル曲は全曲シングルバージョンアルバム初収録となっている。A面曲のうち、15thシングル『MILLENNIUM GREETING』の3曲目「MY DAYS」のみ未収録。
このベストは後に、続編として『Very best II』、『SUPER Very best』、『Very6 BEST』へと繋がっている。

## 収録曲
※はアルバム初収録、※※はシングルバージョンアルバム初収録曲。現存曲の解説はそのページを参照。

### DISC1
1. MUSIC FOR THE PEOPLE (4:29)
作詞：秋元康、作曲：G.Pasquini・S.Oliva・A.Contini・J.Batten、編曲：木村貴志
  - 1stシングル

表記はないが、本作用のアルバムバージョンである。
2. MADE IN JAPAN※※ (4:20)
作詞：平井森太郎、ラップ詞：motsu、作曲：Pasquini・Batten、編曲：星野靖彦
  - 2ndシングル
3. BEAT YOUR HEART※※ (3:47)
作詞：MOTSU・平井森太郎、作曲：Pasquini・Guio・Contini・Olivia、編曲：Rodgers-Contini
  - 3rdシングル
4. TAKE ME HIGHER※※ (5:19)
作詞：鈴木計見、作曲：PASQUINI-BATTEN-CONTINI、編曲：星野靖彦
  - 4thシングル
5. 愛なんだ※※ (4:53)
作詞：松井五郎、作曲：玉置浩二、編曲：CHOKKAKU
  - 5thシングル
6. 本気がいっぱい※※ (3:47)
作詞：Lucy E、作曲：Eddy Blues、編曲：上野圭市
  - 6thシングル
7. WAになっておどろう（NEW ALBUM MIX）(4:21)
作詞・作曲：長万部太郎、編曲：上野圭市
  - 7thシングルのアルバムバージョン
  - 2ndアルバム「NATURE RHYTHM」収録曲
8. GENERATION GAP※※ (5:13)
作詞：藤井フミヤ、作曲：藤井尚之、編曲：上野圭市
  - 8thシングル
9. Be Yourself!※※(4:22)
作詞：山田ひろし、作曲：Dave Rodgers、編曲：星野靖彦
  - 9thシングル
10. 翼になれ (4:41)
作詞・作曲：奥居香、編曲：上野圭市
  - 10thシングル
11. over※※ (5:41)
作詞：20th Century、作曲：菊池一仁、編曲：明石昌夫
  - 11thシングルの1曲目
12. Believe Your Smile※※ (5:25)
作詞：菊池一仁・六ツ見純代、作曲：菊池一仁、編曲：上野圭市
  - 12thシングル
13. 自由であるために※※ (4:49)
作詞：松井五郎、作曲：菊池一仁、編曲：明石昌夫
  - 13thシングル
14. 太陽のあたる場所※※ (5:14)
作詞：BANANA ICE、作曲：BANANA ICE・笹本安詞、編曲：下町兄弟
  - 14thシングル
15. 野性の花※※ (4:15)
作詞：真木須とも子、作曲・編曲：田島貴男
  - 15thシングル「MILLENNIUM GREETING」の1曲目
16. IN THE WIND※※ (5:14)
作詞：小幡英之、作曲：佐藤竹善、編曲：小林信吾
  - 16thシングル

### DISC2
1. Theme of Coming Century（New Vocal）(6:23) - Coming Century
作詞：JOHNNY.K、作曲：A.LENONARDI、編曲：星野靖彦
  - 1stシングルカップリングのアルバムバージョン
2. Born to run (5:02) - Coming Century
作詞：MOTSU、作曲・編曲：星野靖彦
  - 1stアルバム「SINCE 1995 〜 FOREVER」収録曲
3. MIRACLE STARTER 〜未来でスノウ・フレークス〜 (3:45)
作詞・作曲：Lucy E・Pete Jennings、編曲：上野圭市
  - 1stミニアルバム「GREETING」収録曲
4. Can do! Can go! (5:03)
作詞：山田ひろし、作曲：川上明彦、編曲：上野圭市
  - 2ndミニアルバム「SUPER HEROES」収録曲
5. always※※ (5:02) - 20th Century
作詞：中村邦男、作曲：樋口了一、編曲：田辺恵二
  - 8thシングルカップリング
6. 夏のかけら※※ (4:58) - Coming Century
作詞：谷亜ヒロコ、作曲：浅田直、編曲：小西貴雄
  - 1stシングル（Coming Century）
7. EASY SHOW TIME※※ (4:44)
作詞：Lucy E、作曲：川上明彦、編曲：上野圭市・ミラクルK
  - 11thシングルの2曲目
8. WISHES 〜I'll be there〜※ (4:55) - 20th Century
作詞・作曲・編曲：小幡英之
  - 1stシングル（20th Century）
9. You'll Be in My  Heart※ (4:18) - Marsa Sakamoto
作詞・作曲：Phil Collins、日本語詞：湯川れい子
  - 1stシングル（Marsa Sakamoto）
10. Life goes on※※ (4:45)
作詞・作曲：片岡大志、編曲：上野圭市
  - 15thシングルの2曲目
11. Start me up※ (4:40) - 20th Century
作詞：真木須とも子、作曲編曲：朝本浩文
  - 16thシングルカップリング
12. 翼の設計図 (5:00)
作詞・作曲：藤井フミヤ、編曲：鶴田海生
  - 5thアルバム「"HAPPY" Coming Century, 20th Century Forever」収録曲
13. Precious Love※ (5:17) - 20th Century
作詞：U-sky、作曲：笹本安詞、編曲：鈴木雅也
  - 2ndシングル（20th Century）
14. CHANGE THE WORLD 2001（“Very best” LIMITED VERSION）(4:41)
作詞：松本理恵、作曲：渡辺未来、編曲：HITOSHI HARUKAWA
  - 17thシングルのベストアルバムバージョン
15. 愛なんだ 2001（“Very best” LIMITED VERSION）(6:56)
編曲：SATOSHI HIDAKA
  - 5thシングルのベストアルバムバージョン

曲終了後、シークレットトラック「Thank You」を収録。